# Dinarda dentata
Dinarda dentata är en skalbaggsart som först beskrevs av Johann Ludwig Christian Gravenhorst 1806.  Dinarda dentata ingår i släktet Dinarda, och familjen kortvingar. Arten är reproducerande i Sverige.